# Rogersville (Tennessee)
Rogersville – miasto w Stanach Zjednoczonych, w stanie Tennessee, siedziba administracyjna hrabstwa Hawkins.